# Crooked Lake Park
Crooked Lake Park ist ein census-designated place (CDP) im Polk County im US-Bundesstaat Florida.  Das U.S. Census Bureau hat bei der Volkszählung 2020 eine Einwohnerzahl von 1.893 ermittelt.

## Geographie
Crooked Lake Park liegt am Westufer des Crooked Lake. Der CDP liegt rund 30 km östlich von Bartow sowie etwa 80 km südlich von Orlando und wird vom U.S. Highway 27 (SR 25) durchquert.

## Demographische Daten
Laut der Volkszählung 2010 verteilten sich die damaligen 1722 Einwohner auf 765 Haushalte. Die Bevölkerungsdichte lag bei 1148 Einw./km². 88,3 % der Bevölkerung bezeichneten sich als Weiße, 5,9 % als Afroamerikaner, 0,3 % als Indianer und 0,3 % als Asian Americans. 4,1 % gaben die Angehörigkeit zu einer anderen Ethnie und 1,1 % zu mehreren Ethnien an. 13,1 % der Bevölkerung bestand aus Hispanics oder Latinos.
Im Jahr 2010 lebten in 34,8 % aller Haushalte Kinder unter 18 Jahren sowie 30,2 % aller Haushalte Personen mit mindestens 65 Jahren. 72,8 % der Haushalte waren Familienhaushalte (bestehend aus verheirateten Paaren mit oder ohne Nachkommen bzw. einem Elternteil mit Nachkomme). Die durchschnittliche Größe eines Haushalts lag bei 2,65 Personen und die durchschnittliche Familiengröße bei 3,07 Personen.
27,5 % der Bevölkerung waren jünger als 20 Jahre, 23,9 % waren 20 bis 39 Jahre alt, 26,1 % waren 40 bis 59 Jahre alt und 22,3 % waren mindestens 60 Jahre alt. Das mittlere Alter betrug 39 Jahre. 47,4 % der Bevölkerung waren männlich und 52,6 % weiblich.
Das durchschnittliche Jahreseinkommen lag bei 36.284 $, dabei lebten 13,1 % der Bevölkerung unter der Armutsgrenze.
Im Jahr 2000 war Englisch die Muttersprache von 97,10 % der Bevölkerung und Spanisch sprachen 2,90 %.